# Комсомольский (Голышмановский район)
Комсомольский — деревня в Голышмановском городском округе Тюменской области России. Входит в состав Хмелевского сельского поселения.

## География
Деревня находится в южной части Тюменской области, в лесостепной зоне, в пределах Ишимской равнины, на берегах реки Бобровка, на расстоянии примерно 55 километров (по прямой) от Голышманова, административного центра района.
Климат
Климат резко континентальный с суровой холодной зимой и относительно коротким жарким летом. Средняя температура воздуха самого тёплого месяца (июля) составляет 18 °C (абсолютный максимум — 38,4 °C); самого холодного (января) — −18,7 °C (абсолютный минимум — −47,3 °C). Среднегодовое количество атмосферных осадков составляет 524 мм, из которых 70 % выпадает в период с мая по сентябрь.
Часовой пояс
Посёлок, как и вся Тюменская область, находится в часовой зоне МСК+2. Смещение применяемого времени относительно UTC составляет +5:00.

## Население
| 2010 |
| ---- |
| 122  |